# Cosmic Girls
Cosmic Girls (hangul: 우주소녀 Wu Ju So Nyeo; chiń. upr. 宇宙少女; pinyin Yǔzhòushàonǚ), znane także jako WJSN – południowokoreańsko-chiński girlsband. Grupa zadebiutowała w 2016 roku pod wytwórnią Starship Entertainment we współpracy z Yuehua Entertainment. W skład zespołu wchodzi 13 członkiń: SeolA, Xuan Yi, Bona, EXIE, Soobin, Luda, Dawon, Eunseo, Cheng Xiao, Mei Qi, Yeoreum, Dayoung oraz Yeonjung, która dołączyła do zespołu w lipcu 2016 roku. Członkinie są podzielone na 4 podgrupy: Wonder, Joy, Sweet i Natural. WJSN zadebiutowały 25 lutego 2016 roku z minialbumem Would You Like.
11 stycznia 2017 roku ogłoszono nazwę fanklubu – Ujung (Hangul: 우정), co dosł. oznacza „przyjaźń”, a także jest skrótem od „stacja kosmiczna” w języku koreańskim.

## Członkinie

### Wonder Unit[2]
- Bona (Hangul: 보나), właśc. Kim Ji-yeon (Hangul: 김지연), ur. 19 sierpnia 1995 w Korei Południowej. Jest drugą tancerką zespołu i wspomagającą wokalistką.
- Cheng Xiao (Hangul: 성소 Seongso; chiń. upr. 程潇), ur. 15 lipca 1998 w Chinach. Jest tancerką zespołu, wspomagającą wokalistką oraz twarzą grupy.
- Dayoung (Hangul: 다영), właśc. Im Da-young (Hangul: 임다영) 14 maja 1999 w Korei Południowej. Jest wokalistką zespołu i należy do maknae line.

### Joy Unit[3]
- Xuan Yi (Hangul: 선의 Seonui; chiń. upr. 宣仪), właśc. Wu Xuanyi (chiń. upr. 吴宣仪), ur. 26 stycznia 1995 w Chinach. Jest tancerką zespołu i wspomagającą wokalistką.
- Eunseo (Hangul: 은서), właśc. Son Ju-yeon (Hangul: 손주연), ur. 27 maja 1998 w Korei Południowej. Jest trzecią tancerką zespołu i wspomagającą wokalistką.
- Yeoreum (Hangul: 여름), właśc. jako Lee Jin-suk (Hangul: 이진숙), ur. 10 stycznia 1999 w Korei Południowej. Jest wspomagającą raperką zespołu i wspomagającą wokalistką oraz należy do maknae line.

### Sweet Unit[4]
- SeolA (Hangul: 설아), właśc. Kim Hyun-jung (Hangul: 김현정), ur. 24 grudnia 1994 roku w Korei Południowej. Jest wokalistką zespołu i najstarszą członkinią.
- Exy (Hangul: 엑시), właśc. Chu So-jung (Hangul: 추소정), ur. 6 listopada 1995 roku w Korei Południowej. Jest liderką i główną raperką zespołu.
- Soobin (Hangul: 수빈), właśc. Park Su-bin (Hangul: 박수빈), ur. 14 września 1996 roku w Korei Południowej. Jest prowadzącą wokalistką zespołu.

### Natural Unit[5]
- Luda (Hangul: 루다), właśc. Lee Lu-da (Hangul: 이루다), ur. 6 marca 1997 roku w Korei Południowej. Jest wspomagającą wokalistką zespołu.
- Dawon (Hangul: 다원), właśc. Nam Da-won (Hangul: 남다원), ur. 16 kwietnia 1997 roku w Korei Południowej. Jest główną wokalistką zespołu.
- Mei Qi (Hangul: 미기 Migi; chiń. upr. 美岐), właśc. Meng Meiqi (chiń. upr. 孟美岐), ur. 15 października 1998 roku w Chinach. Jest główną tancerką i wokalistką zespołu.
- Yeonjung (Hangul: 연정), właśc. Yoo Yeon-jung (Hangul: 유연정), ur. 3 sierpnia 1999 roku w Korei Południowej. Jest główną wokalistką i maknae zespołu. Zajęła 11. miejsce w programie Produce 101, dzięki czemu została członkinią grupy-projektu I.O.I.

## Dyskografia

### Albumy studyjne
- Happy Moment (2017)

### Minialbumy
- Would You Like? (2016)
- The Secret (2016)
- From. WJSN (2017)
- Dream your dream (2018)
- WJ Please? (2018)
- WJ Stay? (2019)
- For the Summer (2019)
- As You Wish (2019)
- Neverland (2020)
- Unnatural (2021)

### Single albumy
- Sequence (2022)